# Thésée tuant le Minotaure
Ne doit pas être confondu avec Thésée sur le Minotaure.
Thésée tuant le Minotaure est une peinture à l'huile sur panneau du peintre vénitien Cima da Conegliano (1459-1517), réalisée au début des années 1500 et conservée à Milan au musée Poldi-Pezzoli.